# Liste der Wappen im Landkreis Pfaffenhofen an der Ilm
Die Liste der Wappen im Landkreis Pfaffenhofen a.d.Ilm zeigt die Wappen der Gemeinden im bayerischen Landkreis Pfaffenhofen a.d.Ilm.

## Landkreis Pfaffenhofen a.d.Ilm

Landkreis Pfaffenhofen a.d.Ilm Gespalten; vorne die bayerischen Rauten, belegt mit einem doppelarmigen goldenen Kreuz; hinten in Gold eine durchgehende grüne Hopfenrebe mit Blatt und Dolde.
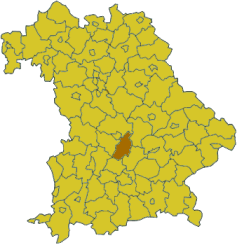
Lage des Landkreises Pfaffenhofen a.d.Ilm in Bayern
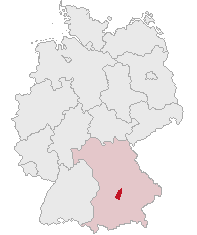
Lage des Landkreises Pfaffenhofen a.d.Ilm in Deutschland

## Wappen der Städte, Märkte und Gemeinden

Gemeinde Baar-Ebenhausen Gespalten von Silber und Blau, überdeckt von einem gesenkten Wellenbalken in verwechselten Farben; vorne eine blaue heraldische Lilie, hinten eine goldene Gugel.
Gemeinde Ernsgaden Gespalten von Silber und Grün; vorne ein roter Zickzackbalken, hinten ein silberner Zinnenturm, aus dessen mittlerer Zinne drei silberne Eichenblätter wachsen.
Stadt Geisenfeld Im roten Dreiecksschild ein silberner Zickzackbalken.
Gemeinde Gerolsbach In Rot ein silberner Wolfsrumpf, darunter schräg gekreuzt zwei silberne Halme mit Weizenähren.
Gemeinde Hettenshausen Über einem von Blau und Silber gespaltenen Wellenschildfuß gespalten von Silber und Blau; vorne ein wachsender blauer Kreuzstab, hinten ein wachsender silberner Bischofsstab, um den sich eine goldene Schlange windet.
Markt Hohenwart In Gold der heilige Georg in blauer Rüstung und silbernem Rock auf nach links sprengendem, rot gezäumten schwarzem Ross, mit der roten Lanze den auf grünem Boden hockenden grünen Lindwurm durchbohrend.
Gemeinde Ilmmünster In Blau zwei schräg gekreuzte silberne Krummstäbe, an der Kreuzung überdeckt von einem wachsenden goldenen Kirchturm mit Treppengiebel.
Gemeinde Jetzendorf Gespalten; vorne in Rot ein linksgewendeter, schwarz bewehrter silberner Steinbockrumpf; hinten geteilt von Silber und Blau, unten drei, zwei zu eins gestellte, goldene Kugeln.
Markt Manching Gespalten von Silber und Blau; vorne ein aufrecht stehender schwarzer Schlüssel, hinten ein vorgeschichtlicher goldener Verschlusshaken in Pferdekopfform.
Gemeinde Münchsmünster In Blau auf grünem Dreiberg eine eintürmige silberne Kirche mit roten Dächern.
Stadt Pfaffenhofen a.d.Ilm In Blau ein goldener Zickzackbalken.
Gemeinde Pörnbach In Silber ein blauer Wellenbalken, darüber drei, zwei zu eins gestellte, rote Rosen mit goldenen Butzen, darunter ein rotes Posthorn.
Gemeinde Reichertshausen Geteilt von Silber und Blau; oben ein golden gekrönter roter Adler, unten ein goldener Zickzackbalken.
Markt Reichertshofen In Blau zwei abgewendete silberne Reiherhälse mit roten Schnäbeln.
Gemeinde Rohrbach In Schwarz drei von links einspringende silberne Spitzen; hinten eine durchgehende grüne Hopfenrebe.
Gemeinde Scheyern In Blau ein silbernes Doppelkreuz, überlegt mit einem gesenkten goldenen Zickzackbalken.
Gemeinde Schweitenkirchen Durch einen mit einer senkrechten grünen Leiste belegten silbernen Pfahl gespalten; vorne in Blau ein goldener Kirchturm, hinten in Rot ein durchgehendes silbernes Balkenkreuz.
Stadt Vohburg a.d.Donau In Silber ein steigender roter Fuchs.
Markt Wolnzach In Grün auf silbernem Dreiberg ein aufspringendes goldenes Rehkitz.

## Ehemalige Gemeinden mit eigenem Wappen

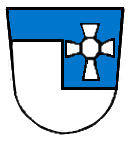
Gemeinde Alberzell Durch eine gesenkte rechte Stufe geteilt von Blau und Silber; oben links ein silbernes Tatzenkreuz, an der Kreuzung belegt mit einer silbernen Scheibe.
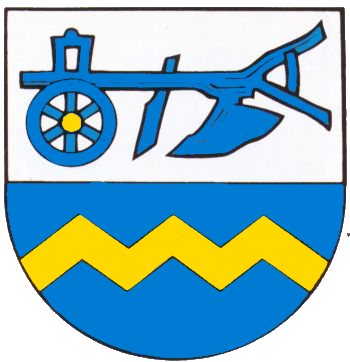
Gemeinde Deimhausen Geteilt von Silber und Blau; oben ein blauer Pflug, unten ein goldener Zickzackbalken.
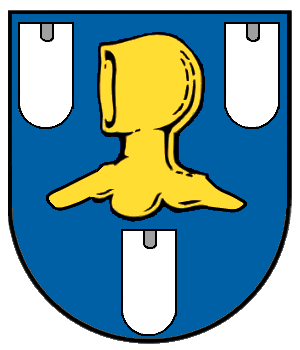
Gemeinde Ebenhausen In Blau eine schwebende goldene Gugel, in den Oberecken und unten begleitet von je einem silbernen Dachziegel.
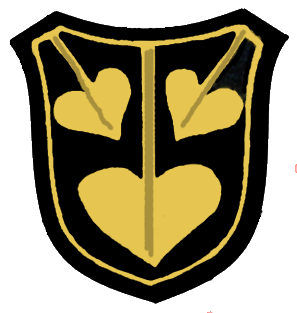
Gemeinde Geisenhausen
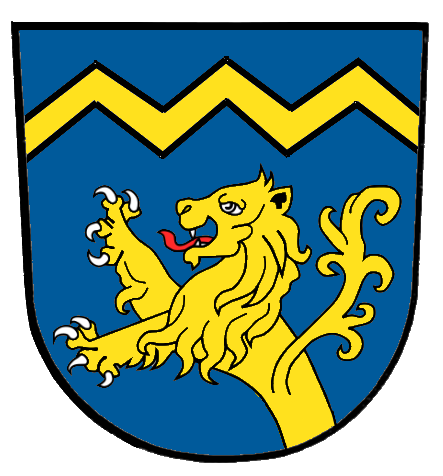
Gemeinde Klenau In Blau unter einem goldenen Zickzackbalken ein wachsender goldener Löwe.
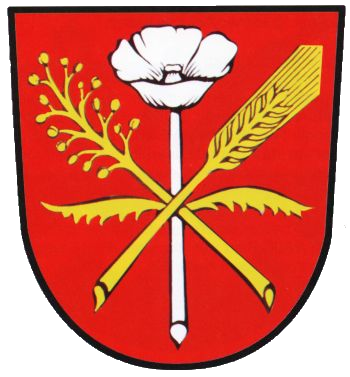
Gemeinde Koppenbach In Rot eine senkrechte silberne Mohnpflanze, belegt mit einer goldenen Hanfpflanze und einer goldenen Gerstenähre in schräger Kreuzung.
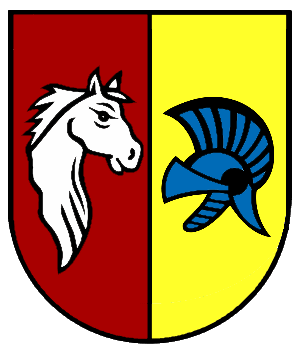
Gemeinde Oberstimm Gespalten von Rot und Gold; vorne ein linksgewendeter silberner Pferdekopf, hinten ein blauer Römerhelm.
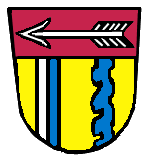
Gemeinde Singenbach Unter rotem Schildhaupt, darin ein waagrechter silberner Pfeil, in Gold rechts ein von Silber und Blau gespaltener Pfahl, links ein blauer Wellenpfahl.
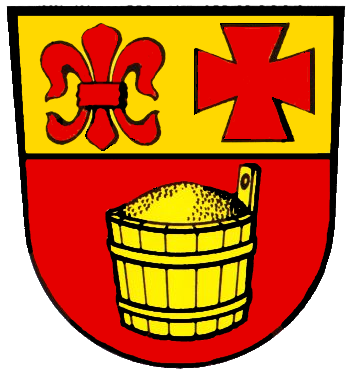
Gemeinde Weichenried Unter goldenem Schildhaupt, darin nebeneinander eine rote heraldische Lilie und ein rotes Ständerkreuz, in Rot ein goldener Getreidescheffel mit aufgehäuftem Hafer.